# تومو روتو
تومو روتو (انگلیسی: Tuomo Ruutu؛ زادهٔ ۱۶ فوریهٔ ۱۹۸۳) بازیکن هاکی روی یخ اهل فنلاند است.
از باشگاه‌هایی که در آن بازی کرده‌است می‌توان به کارولینا هوریکانز اشاره کرد.